# Howea
Howea Becc., 1877 è un genere di palme endemico dell'isola di Lord Howe (Australia).

## Descrizione
Hanno un breve fusto da cui partono lunghi e robusti piccioli che sostengono grandi fronde ricadenti con foglie multipennate molto lunghe, di colore verde scuro; in natura crescono fino a venti metri, in vaso raggiungono i 2,5–3 m di altezza.

## Tassonomia
Il genere comprende due specie:
- Howea forsteriana (F.Muell.) Becc. conosciuta come kenzia, con foglie pinnate e lunghe oltre i 2 metri, particolarmente leggere; in natura può raggiungere i 15 m di altezza con un diametro di due metri; le piante adulte portano mazzi ramificati di spighe con piccoli fiori di colore verde-marrone;
- Howea belmoreana (C.Moore & F.Muell.) Becc. nota come palma riccia, simile alla precedente, più alta e slanciata, con una forma più appiattita delle fronde all'apice, maggiore distanza tra le foglie e dimensioni maggiori.

## Coltivazione
Si adattano ad ogni esposizione anche in lieve penombra, preferendo ambienti luminosi, ma non luce solare diretta, umidità ambientale media. Durante la stagione estiva si giovano dell'esposizione all'esterno in zona riparata, luminosa, ma non soleggiata. Sono sensibili al freddo: richiedono una temperatura minima di 16-18 °C (in inverno possono sopportare brevemente una temperatura minima di 8 °C). Annaffiature regolari, moderate e frequenti, in estate spruzzature sulle foglie; in inverno somministrare raramente acqua a temperatura ambiente; possono sopportare brevi periodi di siccità.
Concimare da aprile a settembre una volta al mese con un fertilizzante liquido completo.

Di crescita piuttosto lenta, rinvasare in primavera, ogni tre anni, usando vasi molto profondi e terriccio ricco di sostanza organica misto a sabbia, ben drenato, facendo attenzione a non danneggiare le radici; negli esemplari di grandi dimensioni è possibile rinterrare ogni 2-3 anni in primavera. La moltiplicazione avviene per seme o per divisione dei cespi (poco pratica negli appartamenti).

## Avversità
- Ragnetto rosso, provoca ingiallimento delle foglie.
- Attacchi di cocciniglie piuttosto frequenti.
- Il fungo Phytophthora palmivora, originario dei Tropici, provoca necrosi e seccume delle foglie e, da solo o in associazione ad altre specie, è segnalato come agente causale di marciume radicale, favorito da condizioni ambientali caldo-umide e ristagno d'acqua.
- Eccessi nelle annaffiature, carenza d'umidità o correnti d'aria fredda provocano l'imbrunimento delle punte fogliari.
- Carenze di ferro e altri minerali nel fertilizzante provocano lo schiarimento e la decolorazione fogliare.

## Usi
Molto utilizzate come piante ornamentali nel XIX secolo, per la grazia delle fronde arcuate e gli eleganti fusti eretti, vengono oggi apprezzate anche per la rusticità e longevità in ambienti estremi.